# Bernard-Nicolas Jean-Marie Aubertin

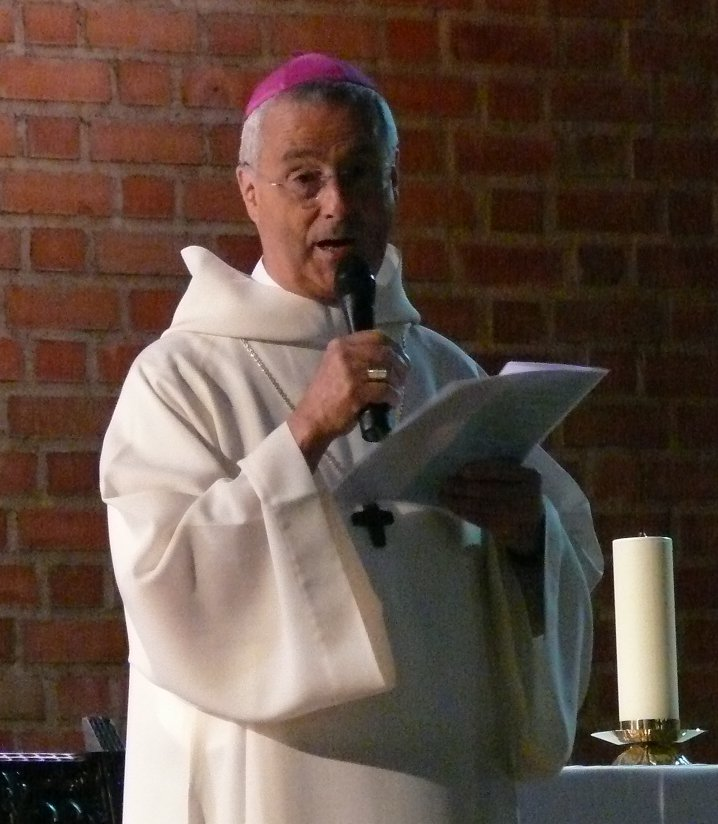
Erzbischof Aubertin

Erzbischofswappen

Bernard-Nicolas Jean-Marie Aubertin OCist (* 9. September 1944 in Épinal) ist ein französischer Ordensgeistlicher und emeritierter römisch-katholischer Erzbischof von Tours.

## Leben
Bernard-Nicolas Aubertin trat 1963 der Ordensgemeinschaft der Weißen Väter bei, legte am 11. Juli 1971 die Ordensgelübde ab und empfing am 21. Mai 1972 die Priesterweihe. Er trat 1982 in die Zisterziensergemeinschaft des Klosters Lérins ein und legte am 7. September 1982 die ewige Profess ab. Im Kloster wurde er Prior und 1989 schließlich Abt bis 1992. Seit 1990 gehört er dem Generalat des Zisterzienserordens in Rom an.
Papst Johannes Paul II. ernannte ihn am 4. August 1998 zum Bischof von Chartres. Die Bischofsweihe spendete ihm der Erzbischof von Bourges, Pierre Plateau, am 20. September desselben Jahres; Mitkonsekratoren waren Joseph Madec, Bischof von Fréjus-Toulon, und Juan José Omella Omella, Bischof von Barbastro-Monzón. Als Wahlspruch wählte er In vinculo pacis (In der Verbundenheit des Friedens). Am 23. Juni 2005 wurde er zum Erzbischof von Tours ernannt und am 4. September desselben Jahres in das Amt eingeführt.
Am 28. Oktober 2016 ernannte ihn Papst Franziskus zum Mitglied der Kongregation für den Gottesdienst und die Sakramentenordnung.
Am 26. Oktober 2019 nahm Papst Franziskus Aubertins altersbedingtes Rücktrittsgesuch als Erzbischof von Tours an.
Bernard-Nicolas Aubertin ist Mitglied des Ritterordens vom Heiligen Grab zu Jerusalem und seit 2017 deren Großprior in der Statthalterei Frankreich.